# Michael Wening
Michael Wening (Norimberga, 11 luglio 1645 – Monaco di Baviera, 18 aprile 1718) è stato un incisore tedesco.
Fu incisore su rame di corte presso la corte del principe elettore Ferdinando Maria di Baviera.

## Biografia
Figlio di un macellaio di Norimberga, Michael Wening è segnalato fin dal 1666 a Monaco di Baviera, ma vi si trasferì nel 1668 per un'occasione di lavoro del padre. Egli lavorò a corte inizialmente soprattutto come furiere. Nel 1669 divenne incisore di corte, nel 1680 fu nominato Ritterstubenportier, un incarico di corte che implicava solo un impegno modesto.
Dopo piccoli lavori come incisore su rame, ricevette, nel giugno 1696 dal principe elettore Massimiliano II Emanuele di Baviera un ordine per rappresentare tutti i luoghi nei quattro quartieri amministrativi di Monaco, di Burghausen, Landshut e Straubing. Il 12 novembre 1692 egli lasciò Dachau, munito di un lasciapassare del principe, per visitare la zona. Entro gennaio egli aveva già inciso lastre rappresentanti 131 località.
Il 2 novembre 1701 era pronto il primo volume dellꞋHistorico-topographica descriptio Bavariae (1701–1726). In questꞋopera principale si trovano, ordinati per unità amministrativa, rappresentazioni di città, castelli e conventi bavaresi. In totale egli incise su rame circa mille località. Il testo fu redatto dal gesuita Ferdinand Schönwetter. Wening riuscì inoltre a realizzare immagini e vedute delle battaglie del principe elettore Massimiliano Emanuele contro i Turchi.

## Opere (selezione)

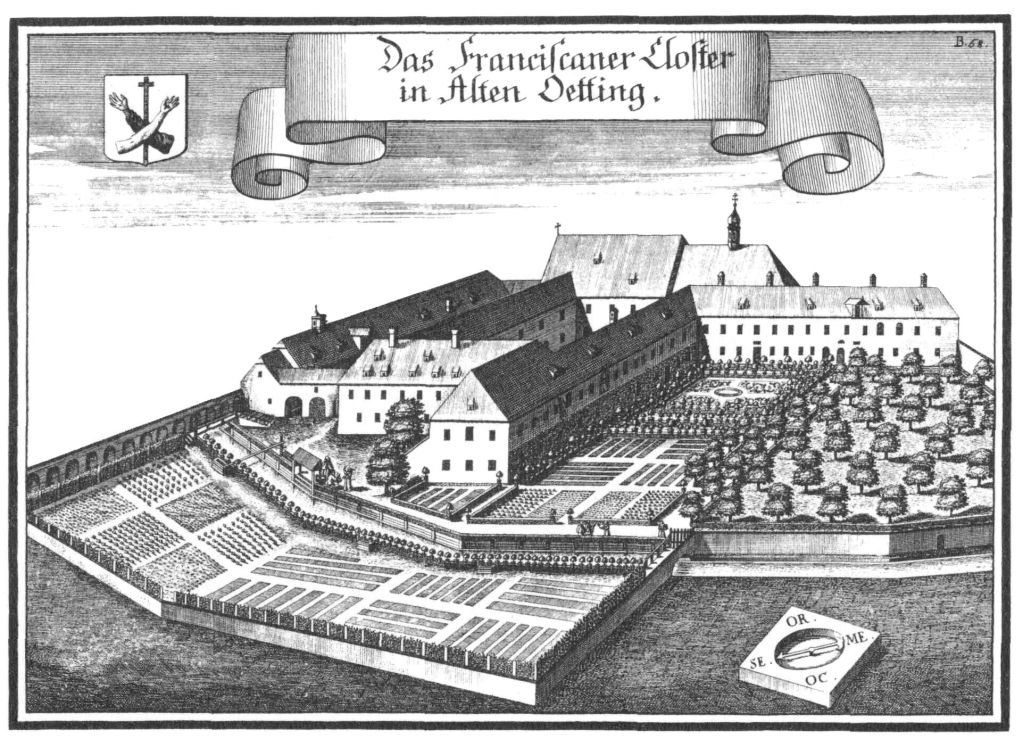
Convento dei cappuccini ad Altötting (1721)
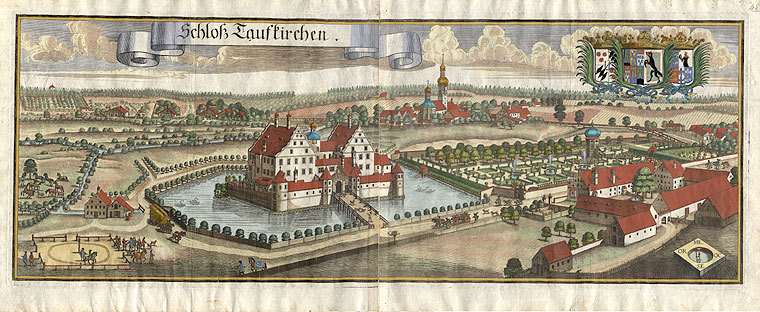
Castello di Taufkirchen
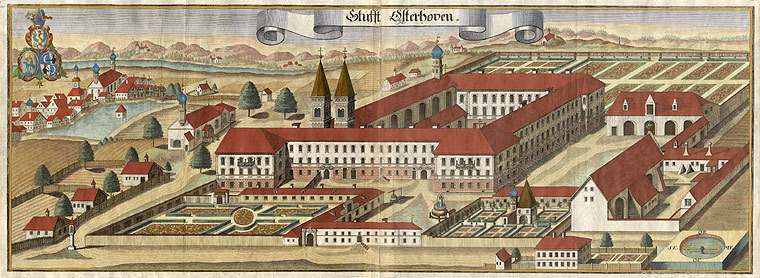
Convento di Osterhofen
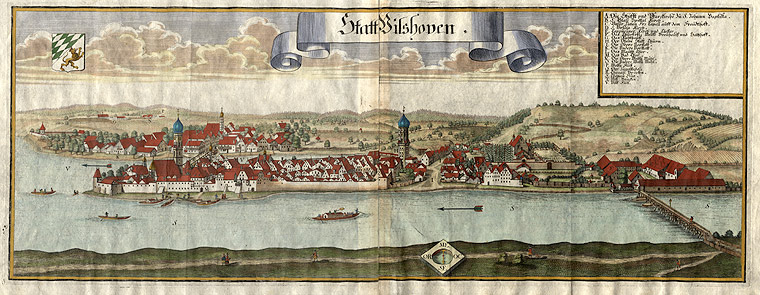
Città di Vilshofen an der Donau
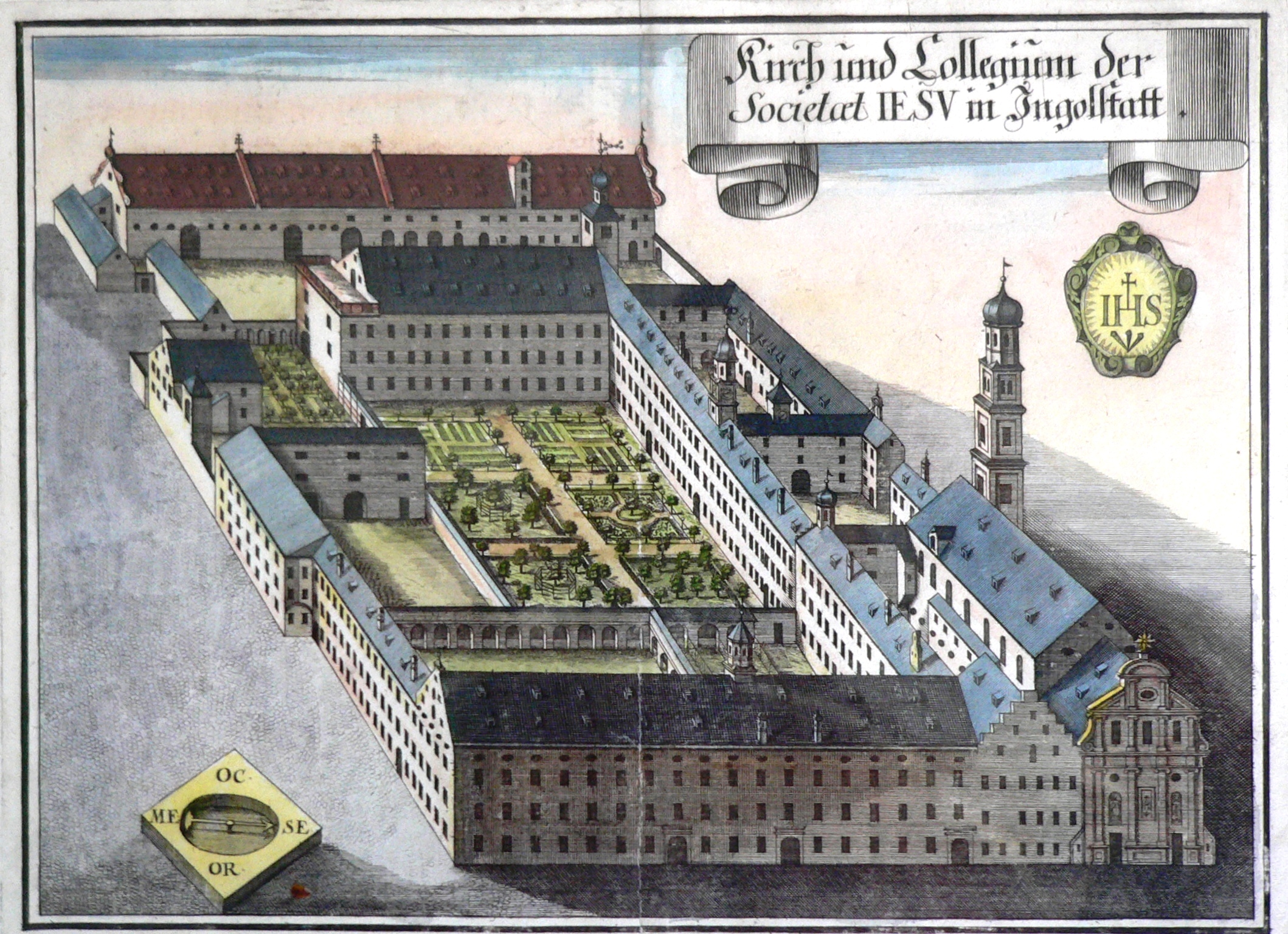
Collegio dei gesuiti a Ingolstadt
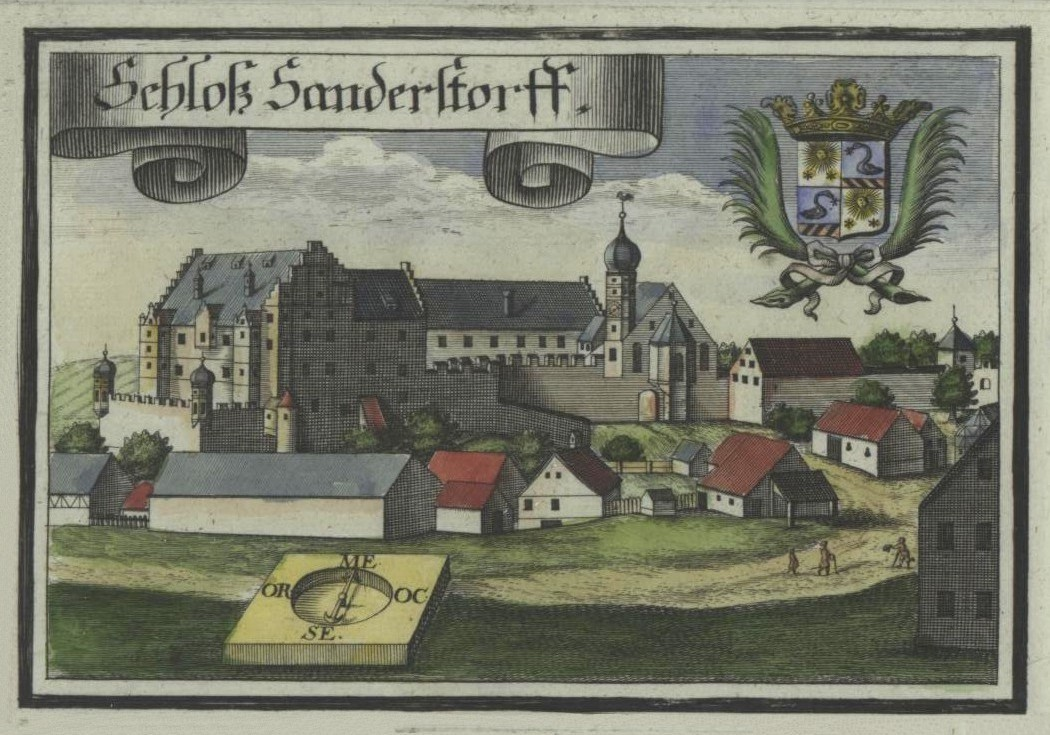
Castello di Sandersdorf
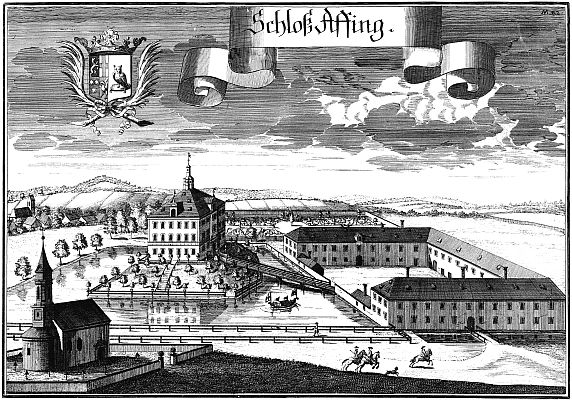
Castello di Affing
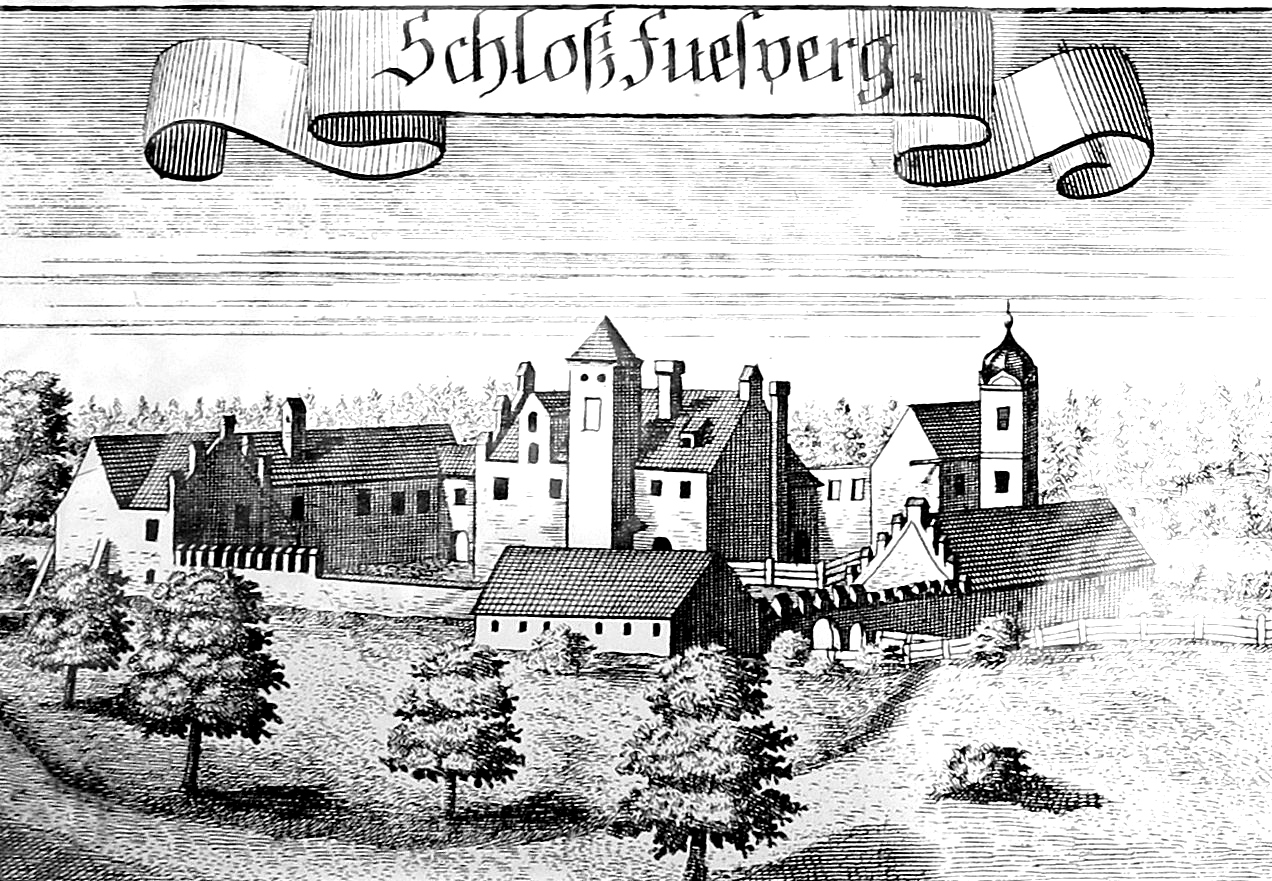
Castello di Fußberg a Gauting
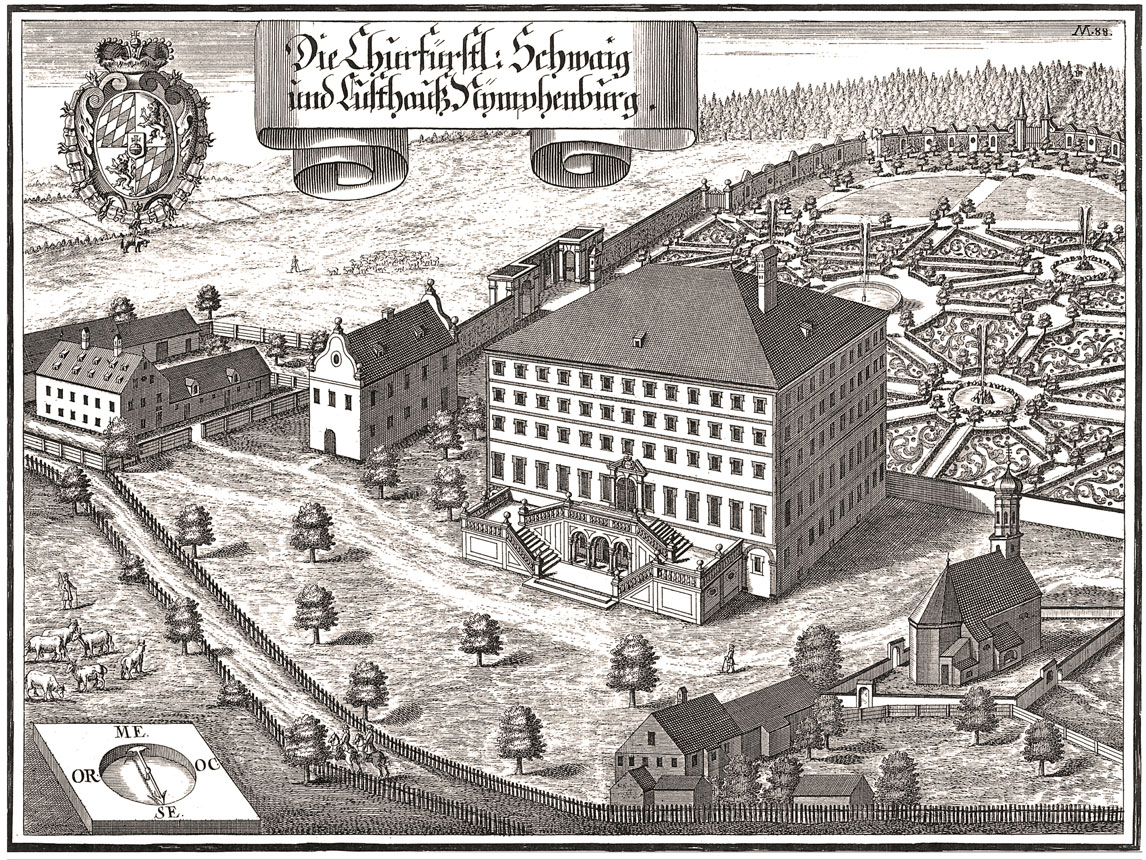
Castello di Nymphenburg a Monaco
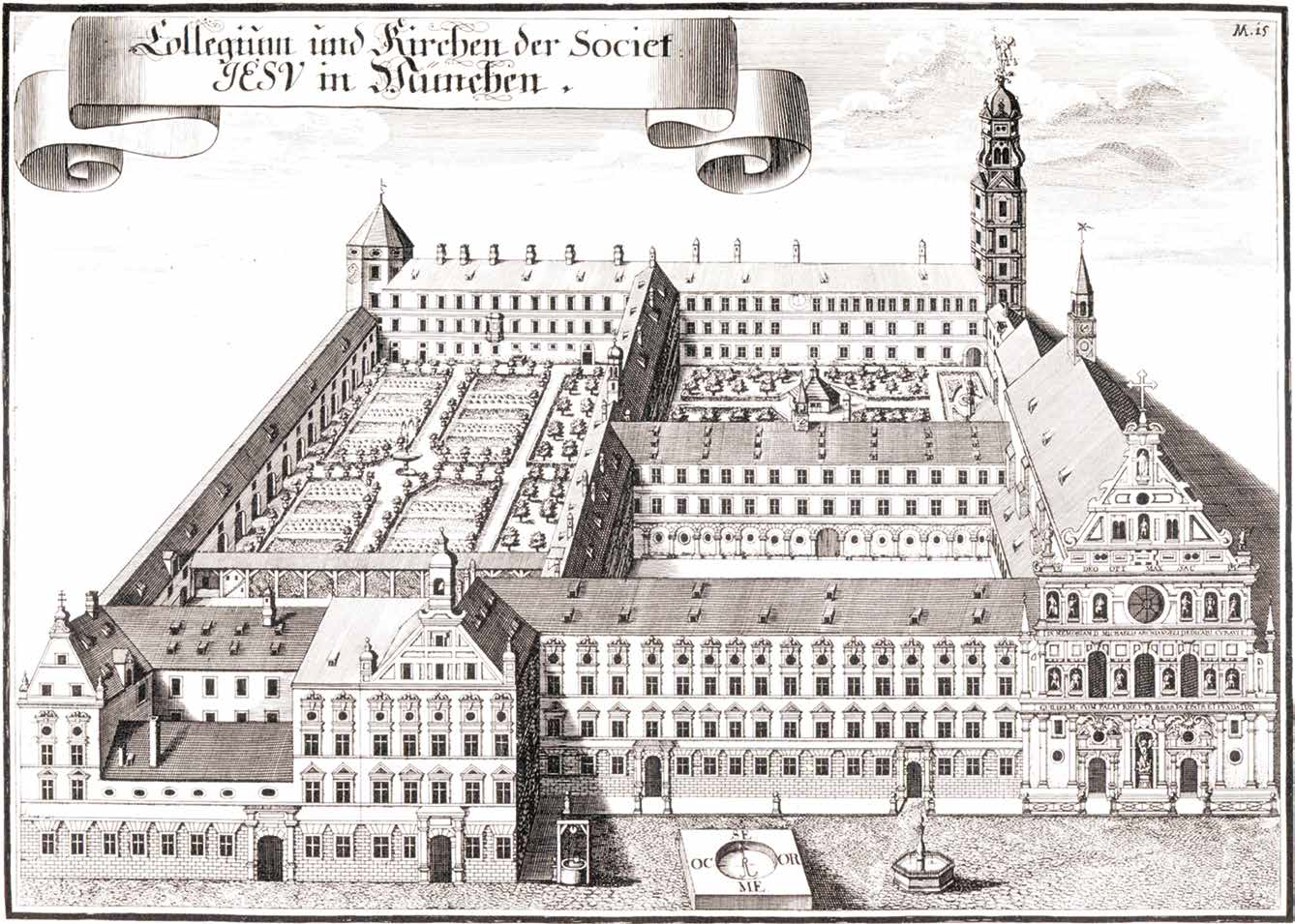
Antica Accademia a Monaco
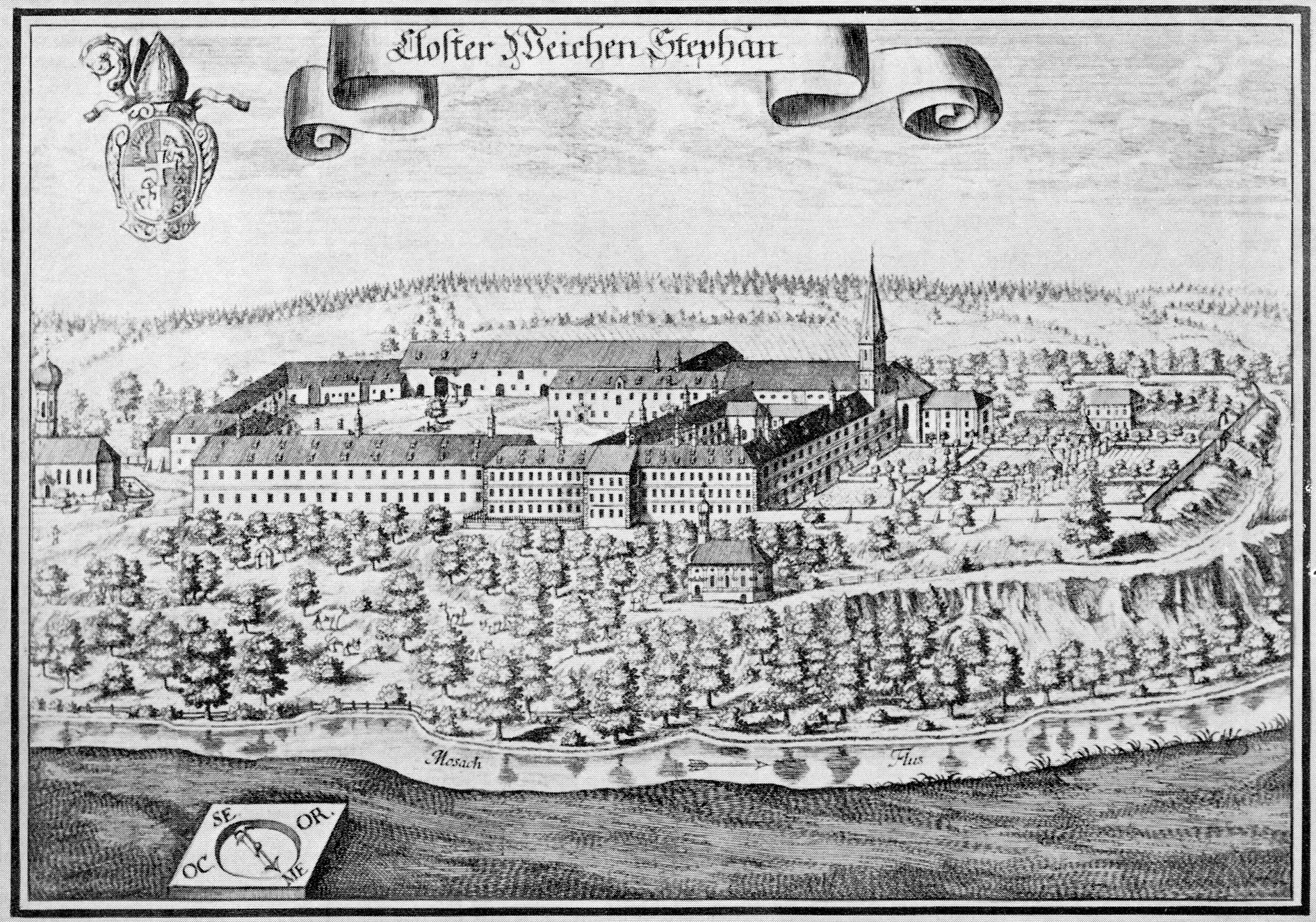
Abbazia di Weihenstephan
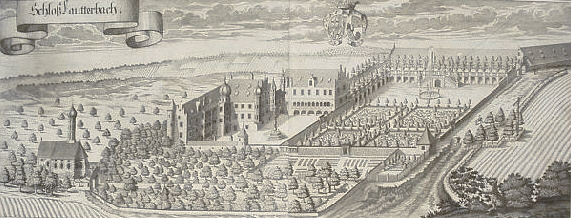
Castello di Lauterbach
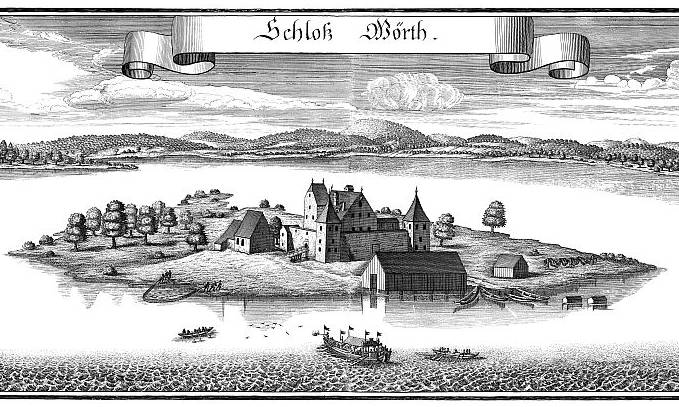
Castello sull'isola di Wörth
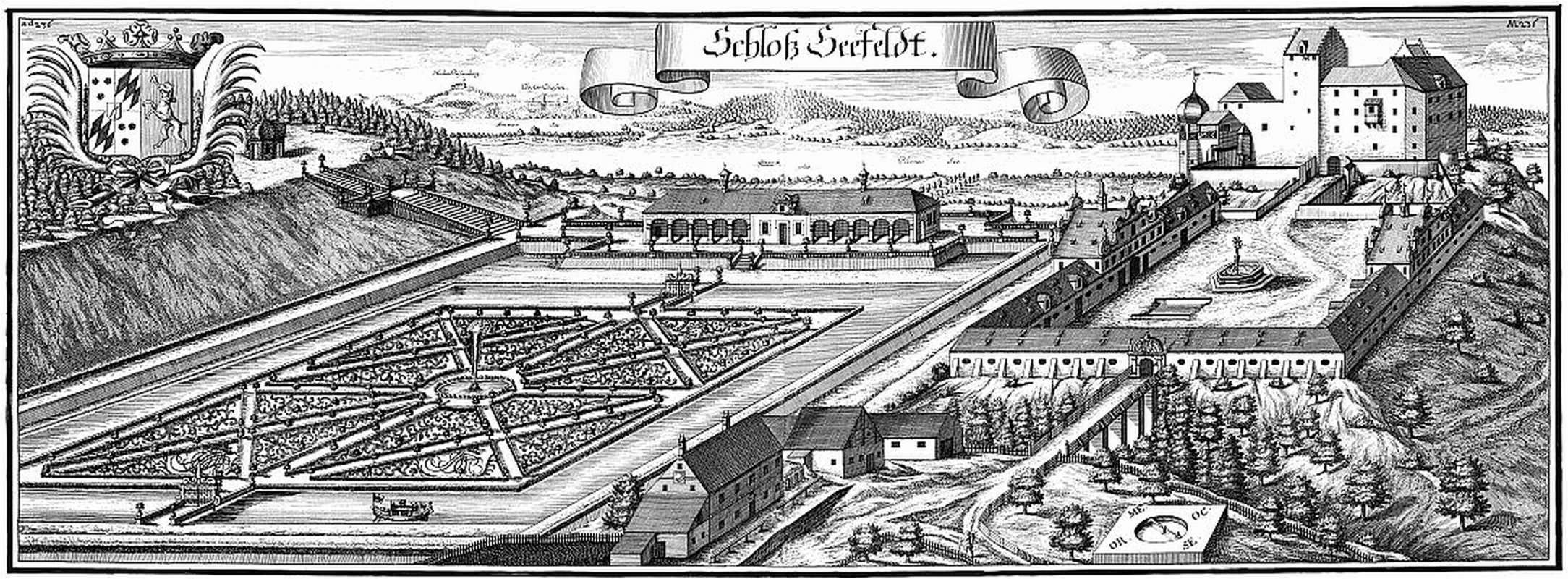
Castello di Seefeld
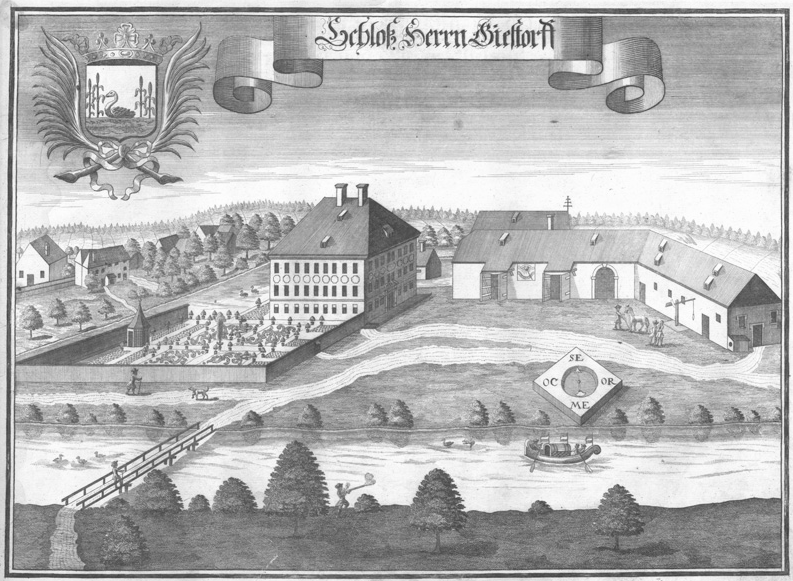
Castello di Herrngiersdorf
Castello di Massenhausen
Castello e sede del tribunale locale di Kranzberg
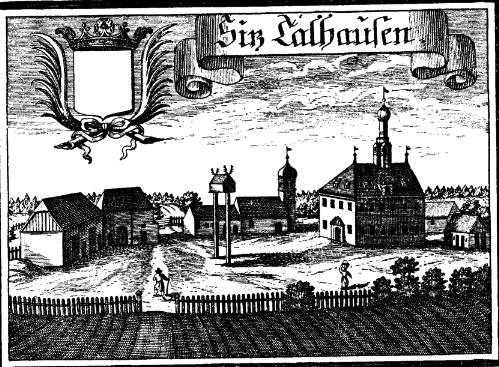
Castello di Thalhausen
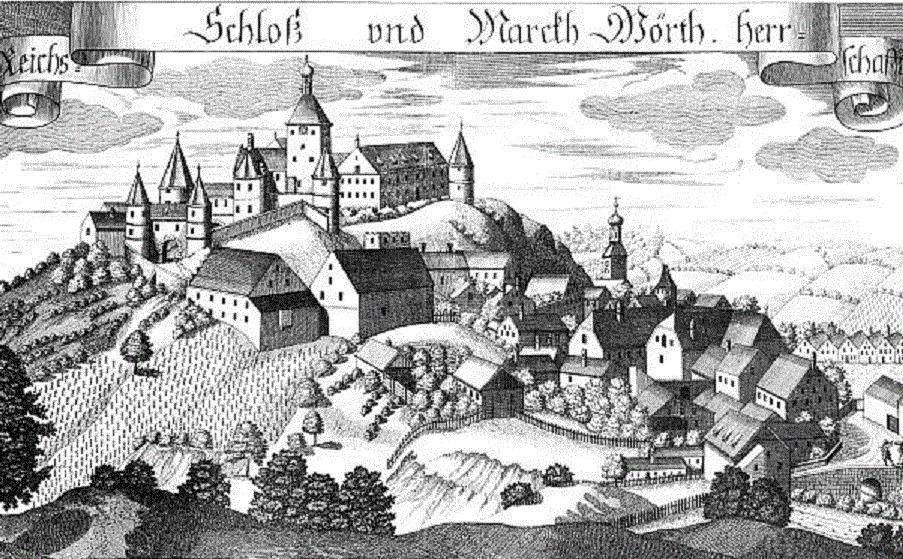
Castello e mercato di Wörth an der Donau
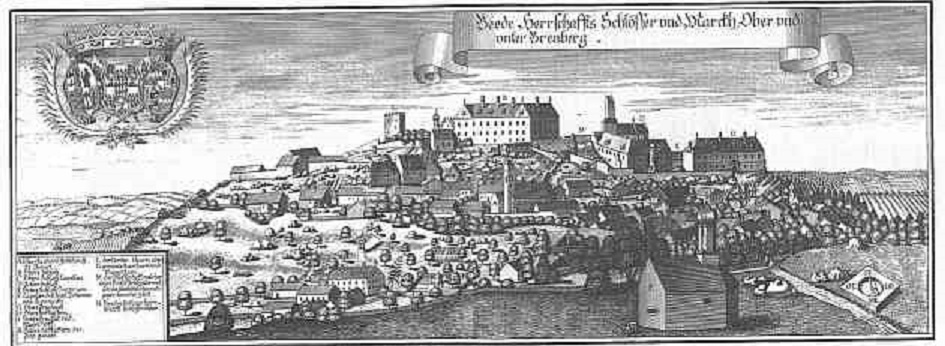
Rocca di Brennberg